# Harold Henry Beverage

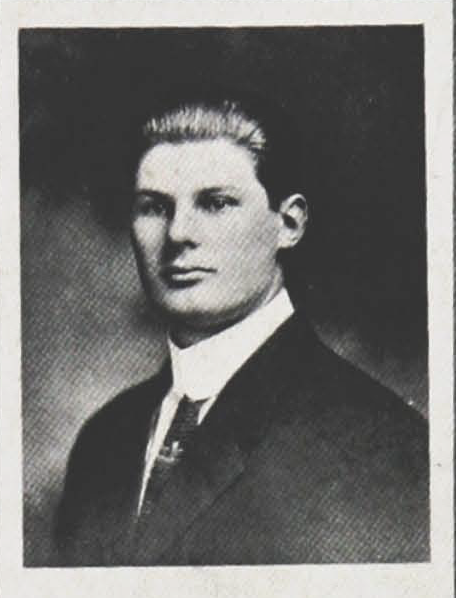
Harold Beverage, 1915

Harold Henry Beverage (* 14. Oktober 1893 in North Haven, Maine; † 27. Januar 1993 in Port Jefferson, New York) war ein US-amerikanischer Elektrotechniker. Bekannt ist er als Pionier der Funktechnik vor allem durch seinen Beitrag zur Entwicklung der „trans-oceanic communication“ bei General Electric (GE) und der Radio Corporation of America (RCA) und für die nach ihm benannte Beverage-Antenne, eine Langdrahtantenne, die zunächst als Richtantenne für Funkverkehr auf Längstwelle eingesetzt wurde.

## Leben und Karriere
Beverage wurde auf einer Farm auf North Haven, einer Insel vor der Küste von Maine geboren, die zu seiner Zeit nur über eine Fähre ins etwa 14 Meilen entfernte Rockland mit dem Festland verbunden war. Seine erste Ausbildung erhielt er in der kleinen Ein-Zimmer-Schule der Insel. Ab 1907 arbeitete er jedoch schon als technische Hilfskraft für eine Telefongesellschaft und reparierte Telefone auf der Insel. Nach seiner Schulzeit studierte er Elektrotechnik an der University of Maine in Orono.
Früh begann er sich für die noch junge Funktechnik zu interessieren und baute sich eine eigene Amateurfunkstation. Ein Knallfunkensender mit Empfänger, der ihm ermöglichte einen täglich von Boston ausgestrahlten Funknachrichtendienst für Schiffe zu verfolgen. Am Abend ihrer Kollision mit einem Eisberg im April 1912 konnte Beverage nach eigenen Angaben auch zufällig einige Funksprüche der Titanic empfangen. Am nächsten Morgen hörte er den Funkverkehr zwischen den zur Rettung herbeigeeilten Schiffen mit, darunter vor allem von der Carpathia, die nach dem Untergang der Titanic Überlebende an Bord nahm.
Nach Abschluss des Studiums als Bachelor of Science (B.Sc.) im Jahr 1915, arbeitete er bei General Electric. Als Berufsanfänger war er für ein Jahr zunächst im Prüffeld in Schenectady, New York tätig. Nach erfolgreichen Durchlauf des bei GE für Ingenieure üblichen internen Schulungsprogramms, wechselte er als Radiolaborassistent zum Team des Funkpioniers Ernst Fredrik Werner Alexanderson. Als Aufgabe wurde ihm die Datensammlung bei Experimenten mit einem sogenannten Sperrfeuer-System (engl.: Barrage-System) anvertraut, mit dem verhindert werden sollte, dass es den Deutschen im weiteren Verlauf des Ersten Weltkriegs womöglich gelingt, den alliierten Funkverkehr durch Störsender lahmzulegen. Beverage war deshalb zeitweise am Alexanderson-Alternator der United States Navy in New Brunswick, New Jersey tätig. Für den Fall, dass die Kabelverbindungen nach Europa unterbrochen werden sollten, wäre dieser Sender die wichtigste, vermutlich einzige Einrichtung gewesen, mit der die laufende Kommunikation zwischen Oberkommando in Washington und den amerikanischen Truppen in Frankreich aufrechterhalten werden konnte.
Im Jahr 1919 betrieb er gemeinsam mit John H. Payne ein von GE auf Wunsch der US-Marine an Bord der USS George Washington installiertes experimentelles Funksystem. Das Schiff wurde dazu eingesetzt, um Woodrow Wilson, den Präsidenten der Vereinigten Staaten, nach Kriegsende zur Pariser Friedenskonferenz und wieder zurück zu bringen. Neben bei dieser Gelegenheit durchgeführten Experimenten wurde dem Präsidenten ermöglicht, sich während der Fahrt über den Atlantik mit dem Büro von Franklin D. Roosevelt, zu diesem Zeitpunkt Assistant Secretary of the Navy, in der Hauptstadt Washington, D.C. nicht nur im Morsecode, sondern auch über Sprechfunk auszutauschen. Eine geplante direkte Übertragung seiner Ansprache zum Unabhängigkeitstag am 4. Juli auf der Rückreise, noch etwa 200 Meilen vor der amerikanischen Küste, scheiterte jedoch aus organisatorischen Gründen. Die Berater des Präsidenten hatten darauf bestanden, das Mikrofon unter einer Flagge zu verstecken, um den Präsidenten nicht nervös zu machen. Wilson war aber weder für Beverage, noch den Kapitän des Schiffes im Vorfeld ansprechbar, um zu klären, von wo genau auf dem Schiff er seine Rede halten wollte. Als er vor den Soldaten an Bord zu sprechen begann, war er etwa 6 Meter vom Mikrofon entfernt und über Funk praktisch nicht zu vernehmen. Im Anschluss verlas jemand aus dem Team im Funkraum die Mitschrift und soll angeblich bis nach Texas zu empfangen gewesen sein.
Zurück in den Vereinigten Staaten setzte Beverage seine Forschung mit Antennen in Bar Harbor fort, wo ihm bis Dezember 1919 eine Entdeckung gelang. Im Jahr 1921 erhielt er das Patent für eine Richtantenne, die für Längstwellenempfang zur Standardantenne wurde. Bis heute wird sie nicht nur als „Wellenantenne“ (engl. wave antenna), sondern vor allem nach ihm als „Beverage-Antenne“ bezeichnet. Im Jahr 1923 wurde er für seine Arbeit an Richtantennen mit dem IEEE Morris N. Liebmann Memorial Award ausgezeichnet.
Als die Radio Corporation of America gegründet und General Electric unterstellt wurde, gehörte Beverage zur Gruppe der Ingenieure, die im Verlauf des Jahres 1920 von GE zur neuen Tochtergesellschaft versetzt wurden. Sein neuer Arbeitsplatz war Riverhead auf Long Island. Der von ihm selbst eingerichtete Forschungsstandort bestand in der Anfangszeit lediglich aus einem Zelt. Schwerpunkt seiner Arbeit bildete in den 1920er Jahren die Empfänger-Entwicklung. Dann folgte er dem allgemeinen Trend zur Kurzwelle und leistete einen maßgeblichen Beitrag beim Bau des von RCA im Februar 1925 in New Brunswick installierten Kurzwellensenders „WIZ“. Ab 1930 war Beverage leitender Forschungsingenieur, 1941 wurde er Vize-Präsident der RCA. Im Jahr 1937 war er außerdem Präsident des Institute of Radio Engineers (IRE). Während des Zweiten Weltkriegs fungierte er als Berater des United States Secretary of War und war 1944 an der Entwicklung des Kommunikationssystems für die unter dem Decknamen Operation Overlord durchgeführte Landung der Alliierten in der Normandie beteiligt.
Nachdem er 1958 in den Ruhestand gegangen war, war er in Teilzeit noch gelegentlich als Berater für die RCA tätig. Er arbeitete aber vor allem privat weiter und unterhielt dafür in New York sowohl ein Büro, als auch ein nahegelegenes Appartement. Er starb 1993 im Alter von 99 Jahren im John T. Mather Memorial Hospital in Port Jefferson, New York.

## Privatleben
Beverage kam nach Tochter Alida E. (1887–1910) als zweites Kind des Insel-Farmers und ehemaligen Lehrers Fremont Beverage (1856–1930) und seiner Frau Lottie H. geb. Smith (1863–1938) in North Haven, Maine zur Welt. Die Arbeit auf der elterlichen Farm langweilte ihn. Mit großem Interesse las er jedoch ein Physikbuch seines Vaters, aus dessen Zeit als Lehrer und vor allem Modern Electrics, eine zwischen April 1908 und 1914 regelmäßig erscheinende Zeitschrift für Funkamateure. Gerne hielt er sich in Rockland im Telephone Center auf und sah den Technikern bei Reparaturen zu. Im Alter von 14 Jahren heuerte ihn die Managerin als Hilfskraft an, nachdem einer ihrer Mitarbeiter auf die Idee gekommen war, den technisch begabten Jugendlichen für Reparaturen an den etwa 65 Telefonen auf der Insel einzusetzen. Selbst für den einfachen Tausch einer elektrischen Sicherung musste bis dahin immer ein Techniker-Team mit dem Dampfschiff nach North Haven übersetzen und für den Rest des Arbeitstages auf dessen Rückfahrt am Nachmittag warten. Für Reparatureinsätze bot sie Beverage einen Stundenlohn von 20 Cents und überließ ihm für 20 Dollar ein altes Motorrad, damit er die Kunden der Telefongesellschaft in North Haven leichter erreichen konnte. Es war das erste und einzige Motorrad der Insel und Beverage erzählte später lachend, dass er damit die Pferde fast zu Tode erschreckt habe.
Neben technischen Interessen war Beverage auch musikalisch begabt. Er lernte Posaune und spielte während des Studiums am Theater Bijou in Bangor, Maine. Er vertrat jeweils samstags und sonntags den regulären Posaunisten, der an den Wochenenden frei haben wollte. Neben der Musik zählte später auch die Fotografie zu seinen Hobbys.
Im Rentenalter unternahm „Bev“, wie er von Freunden und Kollegen genannt wurde, noch zahlreiche Reisen. Vor allem besuchte er Veranstaltungen der Union Radio Scientifique Internationale in Japan, München und Rom. In einem Interview mit dem IEEE History Center berichtete Beverage im Jahr 1992 stolz, dass seine Frau vor der Hochzeit als Sekretärin für die Lithuanian Alliance of America gearbeitet habe und daher eine Begabung für das Knüpfen von Kontakten zu den big shots (zu deutsch etwa große Nummern oder hohe Tiere) gehabt habe. So erhielt das Paar bei seinem Besuch in Rom auch eine Einladung ins Castel Gandolfo, die Sommerresidenz des Papstes. Seine Frau habe ihn bei einem kurzen Gespräch mit Papst Pius XI. als Ingenieur vorgestellt. In besagtem Interview zeigte sich Beverage auch Jahre später noch sichtlich belustigt, dass sie den Eindruck erwecken konnte, er, Beverage, sei unter den Ingenieuren ebenfalls ein big shot. Er hatte von sich selbst keineswegs diesen Eindruck und erklärte, sehr froh darüber gewesen zu sein, dass der Papst vom Ingenieurwesen nichts verstand und ihm Rückfragen ersparte.
Das Paar wohnte bis zuletzt in Stony Brook auf Long Island. Seine Ehefrau Patricia verstarb noch vor ihm und die Ehe war kinderlos.

## Werk und Auszeichnungen
Neben der Entwicklung von Antennen und Empfängern leistete er wichtige Grundlagenforschung zu allgemeinen Fragen der Ausbreitung elektromagnetischer Wellen. Für seine Arbeit erhielt er mehr als 40 Patente und zahlreiche Auszeichnungen:
- 1923 IEEE Morris N. Liebmann Memorial Award
- 1938 Armstrong Medal, Radio Institute of America
- 1945 Medal of Honor des Institute of Radio Engineers
- 1957 Lamme Gold Medal des American Institute of Electrical Engineers (AIEE)